# سسنا سی‌اچ-۱ اسکای‌هوک
سسنا سی‌اچ-۱ اسکای‌هوک (به انگلیسی: Cessna CH-1 Skyhook) یک هواگرد ساختِ کارخانهٔ سسنا در کشور ایالات متحده آمریکا است . این هواگرد برای نخستین بار در ۱ ژوئیه ۱۹۵۳ میلادی مورد استفاده قرار گرفت.